# Новомарьевка (Тацинский район)
Новома́рьевка — хутор в Тацинском районе Ростовской области.
Входит в состав Верхнеобливского сельского поселения.
Население 70 человек.

## География

### Улицы
- ул. Есенина,
- ул. М. Горького,
- ул. Степная.

## Население
| 2010 |
| ---- |
| 49   |